# Wereldkampioenschappen roeien 1978 zware klasse
De 8e editie van de wereldkampioenschappen roeien werd in 1978 op twee locaties gehouden. De onderdelen van de zware klasse werden gehouden op het kunstmatige Karapiromeer in de waikatorivier nabij Cambridge, in de regio Waikato op het Noordereiland, Nieuw-Zeeland, waarbij de regiohoofdstad Hamilton als gaststad optrad.
Zie voor de onderdelen van de lichte klasse, gehouden in Kopenhagen, Denemarken het artikel wereldkampioenschappen roeien 1978 lichte klasse.

## Medaillewinnaars Hamilton

### Mannen
| Bootklasse      | Goud | Goud    | Zilver | Zilver  | Brons | Brons   |
| Skiff M1x       | Peter-Michael Kolbe | 7.06,01 | Rüdiger Reiche | 7.08,35 | Milorad Stanulov | 7.09,82 |
| Dubbel twee M2x | Noorwegen Alf Hansen Frank Hansen | 6.51,23 | Verenigd Koninkrijk Chris Baillieu Michael Hart | 6.53,67 | Zwitserland Saile Jürg Weitnauer                                                                                                  | 6.58,43 |
| Twee zonder M2- | Duitse Democratische Republiek Bernd Landvoigt Jörg Landvoigt | 7.00,92 | Verenigd KoninkrijkJohn Roberts Jim Clark | 7.03,68 | Frankrijk Dominique Lecointe Roussell                                                                                             | 7.06,32 |
| Twee met M2+    | Duitse Democratische Republiek Jürgen Pfeiffer Gert Uebeler Olaf Beyer                                                                                                   | 7.27,43 | Tsjecho-Slowakije Karel Mejta Jr Karel Neffe (s) Jiří Pták                                                                                              | 7.30,49 | Polen Adam Tomasiak Grzegorz Nowak Ryszard Kubiak                                                                                 | 7.33,73 |
| Dubbel vier M4x | Duitse Democratische Republiek Joachim Dreifke Karl-Heinz Bußert Martin Winter Frank Dundr                                                                               | 6.08,94 | Frankrijk Christian Marquis Jean-Raymond Peltier Roland Thibaut Roland Weill                                                                            | 6.11,05 | West-Duitsland Dieter Wiedenmann Albert Hedderich Raimund Hörmann Michael Dürsch                                                  | 6.11,88 |
| Vier zonder M4- | Sovjet-Unie Vladimir Predbradzensky Nikolay Kuznetsov Valeriy Dolinin Anatoly Nemtyryov                                                                                  | 6.19,25 | Duitse Democratische Republiek Siegfried Brietzke Andreas Decker Stefan Semmler Wolfgang Mager                                                          | 6.19,52 | Verenigd Koninkrijk Martin Cross David Townsend Ian McNuff John Beattie                                                           | 6.26,28 |
| Vier met M4+    | Duitse Democratische Republiek Ullrich Dießner Gottfried Döhn Walter Dießner Dieter Wendisch Andreas Gregor (s)                                                          | 6.30,25 | West-Duitsland Wolf-Dieter Oschlies Wolfram Thiem Frank Schütze Gabriel Konertz Helmut Sassenbach (s)                                                   | 6.31,56 | Bulgarije Rumen Khristov Tsvetan Petkov Nasko Markov Ivan Botev Nenko Dobrev (s)                                                  | 6.37,06 |
| Acht M8+        | Duitse Democratische Republiek Matthias Schumann Ulrich Karnatz Gerd Sredzki Andreas Ebert Friedrich-Wilhelm Ulrich Harald Jährling Uwe Dühring Bernd Höing Bernd Kaiser | 5.54,25 | West-Duitsland Volker Sauer Klaus Roloff Fritz Schuster Heribert Karches Werner Hellwig Winfried Ringwald Thomas Scholl Diethelm Maxrath Hartmut Wenzel | 5.55,17 | Nieuw-Zeeland Mark James Greg Johnston Dave Rodger Des Lock Ross Lindstrom David Lindstrom Ivan Sutherland Noel Mills Alan Cotter | 5.57,16 |

### Vrouwen
| Bootklasse           | Goud | Goud | Zilver | Zilver | Brons | Brons |
| Skiff W1x            | Christine Hahn-Scheiblich |      | Anna Kondraschina |        | Mariann Ambrus |       |
| Dubbel twee W2x      | Bulgarije Svetla Otsetova Sdravka Jordanova |      | Sovjet-Unie Parschjonowa Leonora Kaminskaite |        | Verenigde Staten Hills Hansen |       |
| Twee zonder W2-      | Duitse Democratische Republiek Cornelia Klier Ute Steindorf                                                                                             |      | Canada Susan Antoft Elizabeth Craig |        | Nederland Joke Dierdorp Karin Abma                                                                                                   |       |
| Dubbel vier met W4x+ | Bulgarije Anka Bakova Dolores Nakova Rositsa Spasova Rumelyana Boncheva Anka Georgieva                                                                  |      | West-Duitsland Sabine Reuter Petra Finke Veronika Walterfang Anne Dickmann Kathrien Plückhahn                                                              |        | Sovjet-Unie Reet Palm Yelena Khloptseva Olga Vasilchenko Nadesjda Kozotshkina Nadezhda Chernyshyova                                  |       |
| Vier met W4+         | Duitse Democratische Republiek Kersten Neisser Angelika Noack Ute Skorupski Marita Sandig Kirsten Wenzel                                                |      | Verenigde Staten Carol Brown Anita DeFrantz Cozema Crawford Nancy Storrs Hollis Hatton                                                                     |        | Roemenië Elena Oprea Florica Dospinescu Florica Silaghi Georgeta Militaru-Mașca Aneta Matei                                          |       |
| Acht W8+             | Sovjet-Unie Valentina Zhulina Maria Paziun Nina Antoniuk Tatyana Bunjak Nadezhda Dergatchenko Nina Umanets Elena Tereshina Olga Pivovarova Nina Frolova |      | Duitse Democratische Republiek Silvia Arndt Renate Neu Dagmar Bauer Gabriele Kühn Petra Köhler Henrietta Ebert Birgit Schütz Christiane Köpke Marina Wilke |        | Canada Joy Fera Christine Neuland Gail Cort Monica Draeger Elizabeth Jacklin Kimberley Gordon Dolores Young Tricia Smith Trudy Flynn |       |

## Medaillespiegel
| Plaats | Land                           | Goud | Zilver | Brons | Totaal |
| 1      | Duitse Democratische Republiek | 8    | 3      | 0     | 11     |
| 2      | Sovjet-Unie                    | 2    | 2      | 1     | 5      |
| 3      | Bulgarije                      | 2    | 0      | 1     | 3      |
| 4      | West-Duitsland                 | 1    | 3      | 1     | 5      |
| 5      | Noorwegen                      | 1    | 0      | 0     | 1      |
| 6      | Verenigd Koninkrijk            | 0    | 2      | 1     | 3      |
| 7      | Canada                         | 0    | 1      | 1     | 2      |
| 7      | Frankrijk                      | 0    | 1      | 1     | 2      |
| 7      | Verenigde Staten               | 0    | 1      | 1     | 2      |
| 10     | Tsjecho-Slowakije              | 0    | 1      | 0     | 1      |
| 11     | Hongarije                      | 0    | 0      | 1     | 1      |
| 11     | Joegoslavië                    | 0    | 0      | 1     | 1      |
| 11     | Nederland                      | 0    | 0      | 1     | 1      |
| 11     | Nieuw-Zeeland                  | 0    | 0      | 1     | 1      |
| 11     | Polen                          | 0    | 0      | 1     | 1      |
| 11     | Roemenië                       | 0    | 0      | 1     | 1      |
| 11     | Zwitserland                    | 0    | 0      | 1     | 1      |
| Totaal | Totaal                         | 14   | 14     | 14    | 42     |

Edities

1962 Luzern · 
1966 Bled · 
1970 St. Catharines · 
1974 Luzern · 
1975 Nottingham · 
1976 Villach · 
1977 Amsterdam · 
1978 Hamilton (alleen zwaar) · 
1978 Kopenhagen (alleen licht) · 
1979 Bled · 
1980 Hazewinkel · 
1981 München · 
1982 Luzern · 
1983 Duisburg · 
1984 Montréal · 
1985 Hazewinkel · 
1986 Nottingham · 
1987 Kopenhagen · 
1988 Milaan · 
1989 Bled · 
1990 Lake Barrington · 
1991 Wenen · 
1992 Montréal · 
1993 Račice · 
1994 Indianapolis · 
1995 Tampere · 
1996 Motherwell · 
1997 Aiguebelette · 
1998 Keulen · 
1999 St. Catharines · 
2000 Zagreb · 
2001 Luzern · 
2002 Sevilla · 
2003 Milaan · 
2004 Banyoles · 
2005 Gifu · 
2006 Eton · 
2007 München · 
2008 Ottensheim · 
2009 Poznań · 
2010 Hamilton · 
2011 Bled · 
2012 Plovdiv · 
2013 Chungju · 
2014 Amsterdam ·
2015 Aiguebelette ·
2016 Rotterdam ·
2017 Sarasota ·
2018 Plovdiv ·
2019 Ottensheim ·
2020 Bled ·
2021 Shanghai ·
2022 Račice ·
2023 Belgrado ·
2024 St. Catharines ·
2025 Shanghai · 
2026 Amsterdam

Onderdelen

Skiff · 
Lichte skiff · 
Dubbel twee · 
Lichte dubbel twee · 
Twee zonder · 
Lichte twee zonder · 
Twee met

Dubbel vier · 
Dubbel vier met · 
Lichte dubbel vier · 
Vier zonder · 
Lichte vier zonder · 
Vier met · 
Acht · 
Lichte acht